# Toshihiro Yamaguchi
Toshihiro Yamaguchi, född 19 november 1971 i Kumamoto prefektur, Japan, är en japansk tidigare fotbollsspelare.